# Сухацький Тихін Кіндратович
Суха́цький Ти́хін Кіндра́тович (19 жовтня (1 листопада) 1902 — 11 лютого 1945) — радянський військовик часів Другої світової війни, Герой Радянського Союзу (10.04.1945).

## Біографія
Народився 19 жовтня (1 листопада) 1902 року в селі Островське, нині Новоодеського району Миколаївської області у селянській родині. Росіянин. Член ВКП(б) з 1932 року.
Здобув початкову освіту, працював ливарником на заводі у Миколаєві.
До лав РСЧА призваний Миколаївським МВК у 1923 році. У 1928 році закінчив Харківське піхотне училище, у 1933 році Курси удосконалення командного складу (КУКС) «Постріл».
Учасник німецько-радянської війни з жовтня 1942 року. Воював на Закавказькому, Північно-Кавказькому, 1-у Українському фронтах.
З січня 1943 року майор Т. К. Сухацький — командир стрілецького батальйону 107-ї окремої стрілецької бригади 18-ї армії. Брав участь у проведенні Туапсинської, Новоросійсько-Майкопської, Краснодарської, Новоросійсько-Таманської операцій. За бої на Кавказі був нагороджений орденами Червоної Зірки і Вітчизняної війни 1-го ступеня.
Після сформування у жовтні 1943 року 117-ї гвардійської стрілецької дивізії, підполковник Т. К. Сухацький призначений командиром 338-го гвардійського стрілецького полку. З листопада того ж року дивізія — на 1-у Українському фронті.
Брав участь у боях за міста Бердичів, Тернопіль, у битві під Бродами, у форсуванні річок Західний Буг і Сян.
Особливо підполковник Т. К. Сухацький відзначився під час проведення Сандомирсько-Сілезької операції. 12 січня 1945 року 338-й гвардійський стрілецький полк прорвав оборону противника і повів наступ у напрямку на Кельці (Польща). Пройшовши з боями понад 450 кілометрів, 25 січня полк вийшов до річки Одер.
Командир полку гвардії підполковник Т. К. Сухацький з передовим загоном під сильним кулеметно-артилерійським вогнем в ніч на 26 січня одним з перших подолав річку біля села Хохбаушвиць (північніше міста Штейнау, Польща). Вміло організував захоплення і утримання плацдарму, переправу на нього основних сил полку. Брав участь у відбитті численних масованих атак супротивника.
Під час боїв за утримання плацдарму на річці Одер Т. Сухацькому було присвоєне військове звання гвардії полковника.
Загинув 11 лютого 1945 року у бою за місто Шпроттау від розриву снаряду самохідної гармати. Похований у місті Тарнобжег (Польща).

## Нагороди і почесні звання
Указом Президії Верховної Ради СРСР від 10 квітня 1945 року за мужність, відвагу і героїзм, проявлені в боротьбі з німецько-фашистськими загарбниками, гвардії підполковникові Сухацькому Тихону Кіндратовичу присвоєне звання Героя Радянського Союзу з врученням ордена Леніна та медалі «Золота Зірка».
Також нагороджений чотирма орденами Червоного Прапора (08.02.1944; 28.07.1944; 03.11.1944; 28.01.1945), двома орденами Вітчизняної війни 1-го ступеня (29.10.1943; 06.03.1945, посмертно), орденом Червоної Зірки (04.06.1943).

## Пам'ять
22 вересня 2012 року в селі Воронцівка Новоодеського району відкрито меморіальну дошку.